# 特魯冰川
特魯冰川（英語：True Glacier）是南極洲的冰川，位於瑪麗伯德地的沃爾格林海岸，最終在漢特海崖以南注入多特森冰架，美國地質調查局根據測量和該國海軍的空中照片繪入地圖，現時由南極條約體系管理。